# Dendropsophus manonegra
Dendropsophus manonegra é uma espécie de anfíbio anuro da família Hylidae. Está presente na Colômbia. A UICN classificou-a como pouco preocupante.